# Patsy Montana
Patsy Montana (Hot Springs, 1908. október 30. – San Jacinto, 1996. május 3.) amerikai countryénekes. Rubye Rose Blevins (művésznevén Patsy Montana), amerikai country-western énekesnő volt. Montana volt az első női country előadó, akinek milliós kislemez eladása volt az „I Want to Be a Cowboy's Sweetheart” című dalával.

## Pályafutása
Patsy tíz testvérrel nőtt fel. Már fiatalon lelkesedett Jimmie Rodgers iránt, aki megtanította gitározni és jódlizni. Beleszeretett a hollywoodi westernek éneklő cowbobjaiba, akik az 1930-as évek elején kaliforniai zenei tanulmányai idején váltak népszerűvé. Megnyert egy tehetségkutató versenyt, és helyi rádiókban kezdett szerepelni. Létrehozta a Montana Cowgirls triót, és Stuart Hamblen színészt kísérték rádiós fellépésein. Hamblen adta neki a Patsy Montana nevet. Első lemeze 1930-ban született meg, amikor felvették fele a „When the Flowers of Montana Were Blooming / I Love My Daddy Too” című számokat. 1931-ben megnyert egy tehetségkutató versenyt, és élőben énekelhetett a KTMR rádióállomáson Los Angelesben. Lorraine McIntire és Ruthy De-Mondrum mellett Montana Cowgirls néven léptek fel Inglewoodban.
Patsy Montana 1933-ban csatlakozott a Kentucky Ramblershez, akik akkor a western-swing stílust választották maguknak. A National Barn Dance show-ban több évtizeden át futott ez a műsor. 1934-ben turnén egy vettek részt, amikor a felmerült az „I Want to Be a Cowboy's Sweetheart” műsor ötlete, és be is épült a turné műsorába. Heti rendszerességgel kezdték sugározni. A western-swing társulat felkeltette az American Record Corporation (ARC) figyelmét. 1935 augusztusában New Yorkban felvették a „Patsy Montana & The Prairie Ramblers” című dalt. Megjelent az „I Want to Be a Cowboy's Sweetheart / Ridin' Old Paint” című lemez is − hosszabb jódlizáló részekkel gazdagítva. A „You Look Pretty in an Evening Gown” című lemezt 1935 augusztusában vették fel.
Patsy Montana egyik napról a másikra a countryzene első női sztárja lett.
Időközben filmekben is szerepelt. A csúcsra a „Western Colorado Sunset” juttatta 1939-ben, ahol Gene Autryval, korábbi idők bálványával együtt jelent meg. 1946 és 1947 között Patsy Montana vezette a „Wake Up and Smile” című ABC rádióműsort, amelyet a lópaták mennydörgő hangjával vezetett be. 1948-ban a Louisiana Hayride című filmben szerepelt.
A cowboyzene korszaka az 1940-es években a végéhez közeledett. Az új stílus a honky-tonk, később a rockabilly volt. Patsy Montana lemezeladásai visszaestek, de továbbra is keresett rádiósztár maradt. Időnként fellépett lányával, Judy Rose-zal is.
Patsy Montana a kaliforniai San Jacintóban halt meg 1996-ban, 87 évesen. Ugyanebben az évben bekerült a Country Music Hall of Fame-be.

## Lemezválogatás
- 1930: When the Flowers of Montana Were Blooming / I Love My Daddy Too
- 1935: Nobody’s Darling But Mine
- 1935: I Want to Be a Cowboy’s Sweetheart / Ridin’ Old Paint
- 1935: You Look Pretty in an Evening Gown
- 1937: I Want to Be a Cowboy’s Sweetheart / Cowboy’s Honeymoon
- 1937: Pride of the Prairie
- 1937: I Only Want a Buddy Not a Sweetheart
- 1937: Maple on the Hill / Will I Ride the Range in Heaven?
- 1937: There’s a Ranch in the Sky / Ridin’ the Sunset Trail
- 1937: Out on the Lone Prairie / Cactus Blossoms
- 1938: I Hope You Have Been True / By the Grave of Nobody’s Darling
- 1946: When I Get to Where I’m Going
- 1955: He Taught Me How to Yodel
- 1959: Cowboy’s Sweetheart
- 1964: The New Sound of Patsy Montana at the Matador Room
- 1965: Sweetheart
- 1978: I Want to Be a Cowboy’s Sweetheart

## Díjak
- National Cowgirl Museum and Hall of Fame (1987)
- Academy of Country Music Award: Cliffie Stone Pioneer Award (1970)
- Western Music Association Hall of Fame (1989)
- Cowboy Spirit Awards (1992)
- Arizona Country Music Hall of Fame (1994)
- Arizona Country Association pioneer awards (1993)
- Country Music Hall of Fame (1996)
- Arkansas Country Music Awards (2019)
- Arkansas entertainers hall of fame posthumous awards (1996)